# 托羅斯峰
78°28′03″S 85°14′55″W / 78.46750°S 85.24861°W

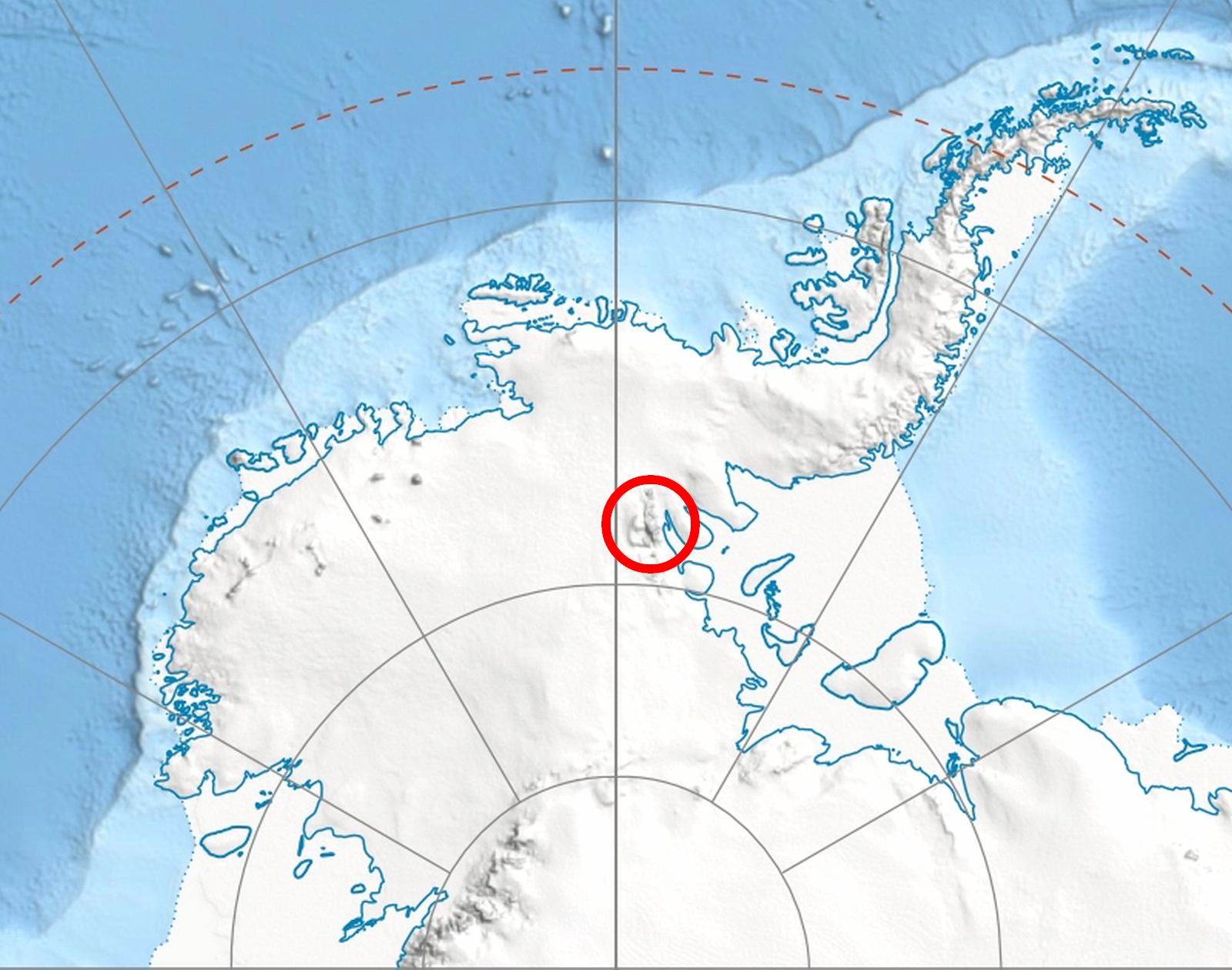

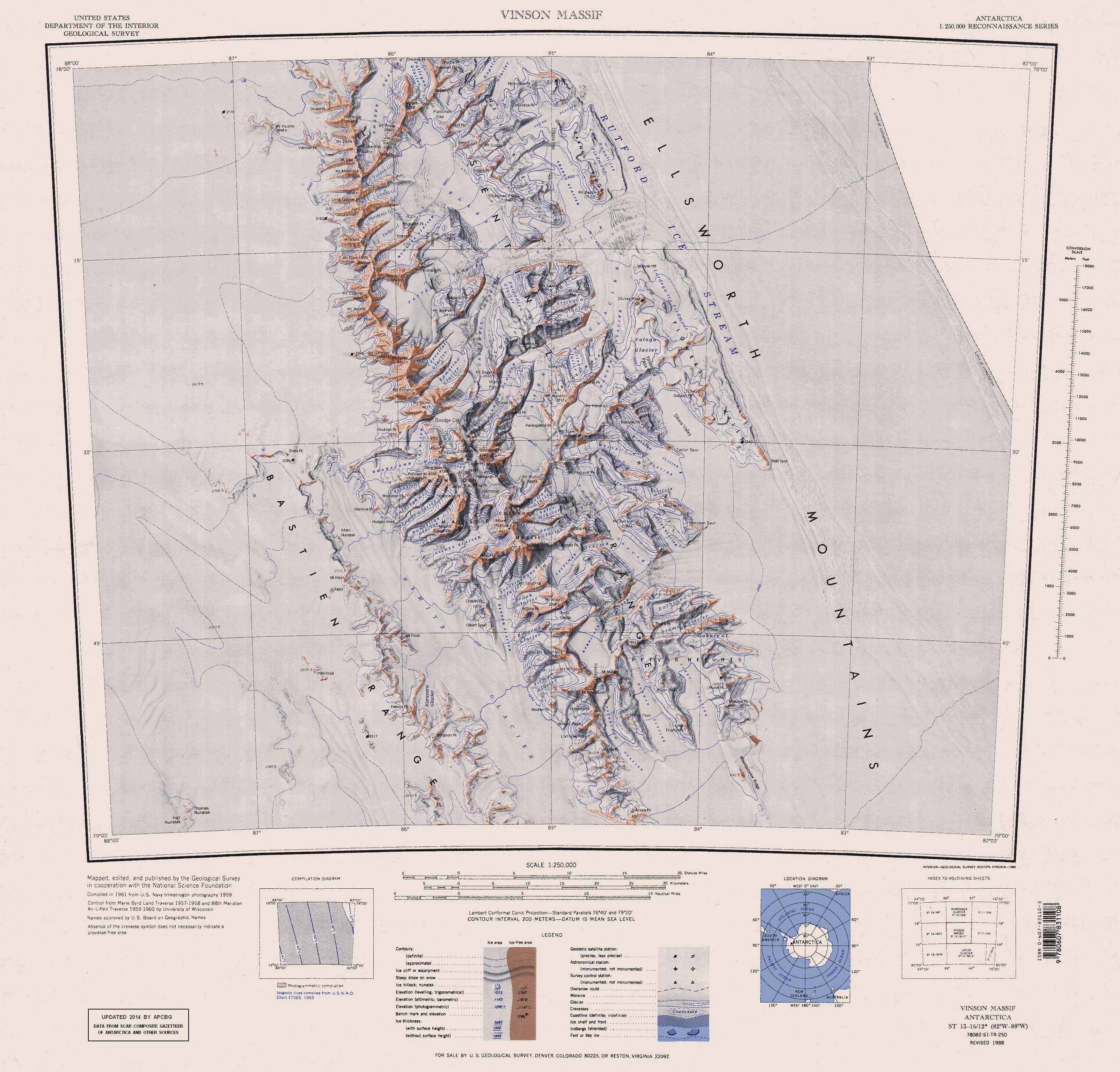

托羅斯峰是南極洲的山峰，位於埃爾斯沃思地，處於埃爾斯沃思山脈中森蒂納爾嶺的一部分，是文森山東南側，海拔高度3,000米，以保加利亞北部的城鎮命名。

## 外部連結
- Toros Peak. （页面存档备份，存于） SCAR Composite Antarctic Gazetteer.